# Heizkraftwerk Salzburg Nord
Das Heizkraftwerk Salzburg Nord ist ein Fernwärmekraftwerk und ein Kraftwerk zur Stromerzeugung in Salzburg. Das Heizkraftwerk steht im Stadtteil Itzling-West, direkt an der Salzach und der West Autobahn. Es zeichnet sich durch eine sehenswerte moderne architektonische Gestaltung aus.

## Geschichte und Architektur
1972 errichteten die seinerzeitigen Stadtwerke Salzburg (heute Salzburg AG) zwischen Alterbach, Salzach und Autobahn, nördlich der Wasserfeldsiedlung, ein weiteres Fernwärmewerk, um den Entwicklungsstadtteil Lehen, und auch Itzling zu versorgen. Schon 1974 wurde wegen der hohen Nachfrage ein dritter Kessel nachgerüstet.
Anfang der 1990er genügte das Werk nicht mehr den Emissionsschutzrichtlinien und wurde 1992–1995 in zwei Blöcken neu errichtet. Der Entwurf stammt vom Schweizer Architekturbüro Bétrix & Consolascio (Marie-Claude Bétrix, Eraldo Consolascio) mit Eric Maier, die schon das Umspannwerk Mitte (Bau 1989–1995) und West (1997–1999) entworfen hatten, und danach auch das umstrittene Heizkraftwerk Mitte.
Der Block I wirkt, obschon auf rechtwinkligem Grundriss und im Körper massig, durchaus organisch, mit geschwungenen Linien in der Firstline. Der 70 Meter hohe, freistehende Schlot ist konisch von quadratischem Grundriss in dreieckigen Abschluss übergeführt. Das Material ist Sichtbeton für den Korpus, roh verschweißter Nirosta-Stahl für die frontale Blendfassade und das Dach, die eine leicht unregelmäßige, schillernde Oberfläche und aufgelöste Kubatur ergeben.
Das Innere der Turbinenhalle besticht in ihrer klaren Erkennbarkeit der Formstrukturen des Baukonzepts. Das Bauwerk stellt sich als Übergang von strengem Brutalismus (französisch brut ‚roh‘) zu postmoderner Freiheit im Ausdruck dar.

Der Block II, links (salzachseitig) daneben, ist der Umbau des alten Heizhauses von 1967. Er ist ein schlichter Kubus mit Dachaufsätzen, an der Basis Eternitverschalt, das breite Oberlichtenband amethystfarben.

Ergänzt wird das Ensemble vom kleineren Betriebsgebäude, zwei etwa 20 m hohen und 40 m durchmessenden, zylindrischen, leuchtend blasstürkisen Öltanks, und seit 2011 einem 44 m hohen, 29 m durchmessenden, völlig ebenmäßig-zylindrischen und tiefschwarzen Wärmespeicher.
Das Ensemble gilt als Vorzeigebeispiel moderner Industriearchitektur, und durch seine Lage an der West Autobahn schon als Wahrzeichen der Randstadt, das mit dem Historischen Zentrum (UNESCO-Welterbe) kontrastiert und auch harmonisiert: Formen wie auch Farben finden sich in den barocken Prachtbauten mit ihren Türmen, Kuppeln, und patinierten Kupferdächern wieder.

## Technische Ausstattung und Betrieb
Das Kraftwerk ist mit einer Kraft-Wärme-Kopplung ausgestattet. Es leistet 49,5 MW thermisch und 13,5 MW elektrisch (Engpassleistung), die Jahreserzeugung liegt bei 158,53 Mio. kWh Wärme und 31,085 Mio. kWh Strom.

Die Schweröl-Erdgas-Dualbrenneranlage des Block I (Baujahr 2008) hat eine Brennstoffwärmeleistung von 67.000 kW und treibt eine Grundlast-Dampfturbine (1993). Die Heizkesselanlage des Block II hat eine Leistung von 33.000 kW und fungiert nur als Spitzenlasterzeuger.

Der Wasser-Pufferspeicher hat ein Nutzvolumen von 27.000 m³, einen Wärmeinhalt (voll) von 1,1 GWh, und eine maximale Be- und Entladeleistung von 60 MW, etwa genauso viel, wie das ganze Kraftwerk unter Vollbetrieb leistet.
Seit der Einbindung der Abwärmeschiene Süd (AWS) und des Biomasse-Heizkraftwerks Siezenheim braucht das Kraftwerk nicht mehr für die Sommerversorgung der Stadt verwendet werden, und puffert dann primär erneuerbare Energie und Abwärme.

## Nachweise
- Salzburg AG für Energie, Verkehr und Telekommunikation: Heizkraftwerke und Heizwerke – Wärme und Strom. Folder, o. D., Heizkraftwerk Salzburg Mitte, S. 5, Abb. S. 2, Rauchgasreinigung – Wärme mit Weitblick, S. 6 (pdf, salzburg-ag.at)
- Heizkraftwerk Salzburg Nord; Wärmespeicher HKW Nord, salzburg-ag.at → Anlagen
- Heizkraftwerk Nord / Block I; Heizkraftwerk Nord / Block II, Einträge in nextroom.at
- Industrie und Gewerbe: 09 Heizkraftwerk Nord / Block I; 10 Heizkraftwerk Nord / Block II, Stadt Salzburg, Architekturforum, archtour-stadt-salzburg.at
- Heizkraftwerk Mitte. In: Salzburger Nachrichten: Salzburgwiki.

1. 1 2  Wärmespeicher Heizkraftwerk Nord. In: Salzburger Nachrichten: Salzburgwiki.;
44-Meter-Riesenboiler für die Stadt Salzburg, sbg.orf.at, 15. August 2011;
die Färbelung hat auch technische Gründe, passiver Wärmeschutz bei den Tanks, passiver Sonnenkollektor beim Puffer.